# Valtiberina
La Valtiberina (ou Val Tiberina) est une des quatre vallées de la province d'Arezzo avec le Casentino, le Valdarno supérieur et le val di Chiana arétin.

## Géographie
Entre la  Toscane et l'Ombrie, parallèle au Casentino, elle est traversée par le cours supérieur du Tibre qui prend naissance au mont Fumaiolo en  Émilie-Romagne.
La Valtiberina est fermée à l'ouest par l’Alpe di Catenaia et à l'est par l’Alpe della Luna.
On distingue la Valtiberina toscane et la Valtiberina ombrienne.

### Valtiberina toscane
La Valtiberina arétine comprend, sur le territoire de la province d'Arezzo, les communes suivantes :
- Anghiari ;
- Badia Tedalda ;
- Caprese Michelangelo ;
- Monterchi ;
- Pieve Santo Stefano ;
- Sansepolcro ;
- Sestino.

Les communes du Tibre toscan font partie de la communauté de montagne de la Valtiberina toscane.

### Valtiberina ombrienne
La Valtiberina ombrienne comprend, sur le territoire de la province de Pérouse, les communes suivantes :
- Citerna
- Città di Castello
- Lisciano Niccone
- Monte Santa Maria Tiberina
- Montone
- Pietralunga
- San Giustino
- Umbertide